# 兰巴里
兰巴里是巴西米纳斯吉拉斯州的一个市镇。总面积213.139平方公里，总人口19167人，人口密度89.9人/平方公里。